# Hexatoma (Eriocera) posticata
Hexatoma (Eriocera) posticata is een tweevleugelige uit de familie steltmuggen (Limoniidae). De soort komt voor in het Palearctisch gebied.